# 南雪平市镇
南雪平市镇（瑞典語：Söderköpings kommun）是瑞典东南部东约特兰省的一个市镇。其治所位于南雪平城。